# Delegati dal Michigan al Congresso degli Stati Uniti d'America

Distretti del Michigan dal 2023

Sin dall'ammissione all'Unione come stato, avvenuta nel 1837, il Michigan è rappresentato al Congresso degli Stati Uniti da una delegazione al Senato e alla Camera dei rappresentanti. Ogni stato elegge due senatori con mandati di sei anni, a prescindere dalla popolazione dello stato; quelli del Michigan appartengono alle classi 1 e 2. Elegge inoltre un numero di rappresentanti alla Camera in numero proporzionale alla popolazione, ogni due anni; è attualmente rappresentato alla Camera dei rappresentanti da tredici delegati, eletti in distretti uninominali con il sistema first-past-the-post.
Essendo il numero dei rappresentanti proporzionale alla popolazione dello stato, la rappresentanza alla Camera è variata nel corso della storia dello stato, da un minimo di 3 ad un massimo di 19 rappresentanti. L'ultimo censimento del 2020 ha comportato la perdita di un rappresentante alla Camera, portando il numero a 13.

## Camera dei rappresentanti

### Delegati attuali
La delegazione alla camera dei rappresentanti ha un totale di 13 membri in carica, 7 repubblicani e 6 democratici
| Distretto | Rappresentante         | Partito      | CPVI (2025) | Inizio mandato | Mappa del distretto |
| --------- | ---------------------- | ------------ | ----------- | -------------- | ------------------- |
| 1°        | Jack Bergman           | Repubblicano | R+11        | 3 gennaio 2017 |                     |
| 2°        | John Moolenaar         | Repubblicano | R+15        | 3 gennaio 2015 |                     |
| 3°        | Hillary Scholten       | Democratico  | D+4         | 3 gennaio 2023 |                     |
| 4°        | Bill Huizenga          | Repubblicano | R+3         | 3 gennaio 2015 |                     |
| 5°        | Tim Walberg            | Repubblicano | R+13        | 3 gennaio 2011 |                     |
| 6°        | Debbie Dingell         | Democratico  | D+12        | 3 gennaio 2015 |                     |
| 7°        | Tom Barrett            | Repubblicano | EVEN        | 3 gennaio 2025 |                     |
| 8°        | Kristen McDonald Rivet | Democratico  | R+1         | 3 gennaio 2025 |                     |
| 9°        | Lisa McClain           | Repubblicano | R+16        | 3 gennaio 2021 |                     |
| 10°       | John James             | Repubblicano | R+3         | 3 gennaio 2023 |                     |
| 11°       | Haley Stevens          | Democratico  | D+9         | 3 gennaio 2019 |                     |
| 12°       | Rashida Tlaib          | Democratico  | D+21        | 3 gennaio 2019 |                     |
| 13°       | Shri Thanedar          | Democratico  | D+22        | 3 gennaio 2023 |                     |

## Senato degli Stati Uniti d'America
| Senatore                   | Congresso               | Senatore                  |
| Classe 1                   | Congresso               | Classe 2                  |
| -------------------------- | ----------------------- | ------------------------- |
| Lucius Lyon (J)            | 24                      | John Norvell (J)          |
| Lucius Lyon (D)            | 25                      | John Norvell (D)          |
| Augustus S. Porter (W)     | 26                      | John Norvell (D)          |
| Augustus S. Porter (W)     | 27                      | William Woodbridge (W)    |
| Augustus S. Porter (W)     | 28                      | William Woodbridge (W)    |
| Lewis Cass (D)             | 29                      | William Woodbridge (W)    |
| Lewis Cass (D)             | 30                      | Alpheus Felch (D)         |
| Thomas Fitzgerald (D)      | 30                      | Alpheus Felch (D)         |
| Lewis Cass (D)             | 31                      | Alpheus Felch (D)         |
| Lewis Cass (D)             | 32                      | Alpheus Felch (D)         |
| Lewis Cass (D)             | 33                      | Charles E. Stuart (D)     |
| Lewis Cass (D)             | 34                      | Charles E. Stuart (D)     |
| Zachariah Chandler (R)     | 35                      | Charles E. Stuart (D)     |
| Zachariah Chandler (R)     | 36                      | Kinsley S. Bingham (R)    |
| Zachariah Chandler (R)     | 37                      | Kinsley S. Bingham (R)    |
| Zachariah Chandler (R)     | Jacob M. Howard (R)     |                           |
| Zachariah Chandler (R)     | 38                      |                           |
| Zachariah Chandler (R)     | 39                      |                           |
| Zachariah Chandler (R)     | 40                      |                           |
| Zachariah Chandler (R)     | 41                      |                           |
| Zachariah Chandler (R)     | 42                      | Thomas W. Ferry (R)       |
| Zachariah Chandler (R)     | 43                      | Thomas W. Ferry (R)       |
| Isaac P. Christiancy (R)   | 44                      | Thomas W. Ferry (R)       |
| Isaac P. Christiancy (R)   | 45                      | Thomas W. Ferry (R)       |
| Zachariah Chandler (R)     |                         | Thomas W. Ferry (R)       |
| 46                         |                         | Thomas W. Ferry (R)       |
| Henry P. Baldwin (R)       |                         | Thomas W. Ferry (R)       |
| Omar D. Conger (R)         | 47                      | Thomas W. Ferry (R)       |
| Omar D. Conger (R)         | 48                      | Thomas W. Palmer (R)      |
| Omar D. Conger (R)         | 49                      | Thomas W. Palmer (R)      |
| Francis B. Stockbridge (R) | 50                      | Thomas W. Palmer (R)      |
| Francis B. Stockbridge (R) | 51                      | James McMillan (R)        |
| Francis B. Stockbridge (R) | 52                      | James McMillan (R)        |
| Francis B. Stockbridge (R) | 53                      | James McMillan (R)        |
| John Patton Jr. (R)        |                         | James McMillan (R)        |
| Julius C. Burrows (R)      |                         | James McMillan (R)        |
| 54                         |                         | James McMillan (R)        |
| 55                         |                         | James McMillan (R)        |
| 56                         |                         | James McMillan (R)        |
| 57                         |                         | James McMillan (R)        |
| Russell A. Alger (R)       |                         |                           |
| 58                         |                         |                           |
| 59                         |                         |                           |
| William A. Smith (R)       |                         |                           |
| 60                         |                         |                           |
| 61                         |                         |                           |
| Charles E. Townsend (R)    | 62                      |                           |
| Charles E. Townsend (R)    | 63                      |                           |
| Charles E. Townsend (R)    | 64                      |                           |
| Charles E. Townsend (R)    | 65                      |                           |
| Charles E. Townsend (R)    | 66                      | Truman Handy Newberry (R) |
| Charles E. Townsend (R)    | 67                      | Truman Handy Newberry (R) |
| Woodbridge N. Ferris (D)   | 68                      | James J. Couzens (R)      |
| Woodbridge N. Ferris (D)   | 69                      | James J. Couzens (R)      |
| Woodbridge N. Ferris (D)   | 70                      | James J. Couzens (R)      |
| Arthur H. Vandenberg (R)   |                         | James J. Couzens (R)      |
| 71                         |                         | James J. Couzens (R)      |
| 72                         |                         | James J. Couzens (R)      |
| 73                         |                         | James J. Couzens (R)      |
| 74                         |                         | James J. Couzens (R)      |
| Prentiss M. Brown (D)      |                         |                           |
| 75                         |                         |                           |
| 76                         |                         |                           |
| 77                         |                         |                           |
| 78                         | Homer S. Ferguson (R)   |                           |
| 79                         | Homer S. Ferguson (R)   |                           |
| 80                         | Homer S. Ferguson (R)   |                           |
| 81                         | Homer S. Ferguson (R)   |                           |
| 82                         | Homer S. Ferguson (R)   |                           |
| Blair Moody (D)            | Homer S. Ferguson (R)   |                           |
| Charles E. Potter (R)      | Homer S. Ferguson (R)   |                           |
| 83                         | Homer S. Ferguson (R)   |                           |
| 84                         | Patrick V. McNamara (D) |                           |
| 85                         | Patrick V. McNamara (D) |                           |
| Philip Hart (D)            | Patrick V. McNamara (D) | 86                        |
| Philip Hart (D)            | Patrick V. McNamara (D) | 87                        |
| Philip Hart (D)            | Patrick V. McNamara (D) | 88                        |
| Philip Hart (D)            | Patrick V. McNamara (D) | 89                        |
| Philip Hart (D)            | Robert P. Griffin (R)   |                           |
| Philip Hart (D)            | 90                      |                           |
| Philip Hart (D)            | 91                      |                           |
| Philip Hart (D)            | 92                      |                           |
| Philip Hart (D)            | 93                      |                           |
| Philip Hart (D)            | 94                      |                           |
| Donald Riegle (D)          |                         |                           |
| 95                         |                         |                           |
| 96                         | Carl Levin (D)          |                           |
| 97                         | Carl Levin (D)          |                           |
| 98                         | Carl Levin (D)          |                           |
| 99                         | Carl Levin (D)          |                           |
| 100                        | Carl Levin (D)          |                           |
| 101                        | Carl Levin (D)          |                           |
| 102                        | Carl Levin (D)          |                           |
| 103                        | Carl Levin (D)          |                           |
| Spencer Abraham (R)        | Carl Levin (D)          | 104                       |
| Spencer Abraham (R)        | Carl Levin (D)          | 105                       |
| Spencer Abraham (R)        | Carl Levin (D)          | 106                       |
| Debbie Stabenow (D)        | Carl Levin (D)          | 107                       |
| Debbie Stabenow (D)        | Carl Levin (D)          | 108                       |
| Debbie Stabenow (D)        | Carl Levin (D)          | 109                       |
| Debbie Stabenow (D)        | Carl Levin (D)          | 110                       |
| Debbie Stabenow (D)        | Carl Levin (D)          | 111                       |
| Debbie Stabenow (D)        | Carl Levin (D)          | 112                       |
| Debbie Stabenow (D)        | Carl Levin (D)          | 113                       |
| Debbie Stabenow (D)        | 114                     | Gary Peters (D)           |
| Debbie Stabenow (D)        | 115                     | Gary Peters (D)           |
| Debbie Stabenow (D)        | 116                     | Gary Peters (D)           |
| Debbie Stabenow (D)        | 117                     | Gary Peters (D)           |
| Debbie Stabenow (D)        | 118                     | Gary Peters (D)           |
| Elissa Slotkin (D)         | 119                     | Gary Peters (D)           |